# Ahuacatepec
Ahuacatepec är en ort i Mexiko.   Den ligger i kommunen Quechultenango och delstaten Guerrero, i den södra delen av landet, 230 km söder om huvudstaden Mexico City. Ahuacatepec ligger 1 574 meter över havet och antalet invånare är 464.
Terrängen runt Ahuacatepec är kuperad österut, men västerut är den bergig. Ahuacatepec ligger uppe på en höjd. Runt Ahuacatepec är det ganska glesbefolkat, med 40 invånare per kvadratkilometer. Närmaste större samhälle är Quechultenango, 9,3 km norr om Ahuacatepec. Omgivningarna runt Ahuacatepec är huvudsakligen savann.